# Televisie (televisieserie)
Televisie is een satirische televisieserie van Arjan Ederveen die in 2000 werd uitgezonden op Nederland 3.

## Geschiedenis
Nadat Ederveen de serie Borreltijd had afgerond, ging hij de rol van Fagin spelen in de musical Oliver. Nadat hij deze rol had overgedragen aan Willem Nijholt, ging Ederveen met regisseur Arnoud Holleman voor de VPRO werken aan een nieuwe serie die hij in gedachten had. De serie was een persiflage op praatprogramma's als Koffietijd en De 5 Uur Show en actualiteitenrubrieken als Netwerk.

## Verhaal
In een televisiestudio houdt anchorman Erwin Evegau door middel van interviews het nieuws tegen het licht. Zijn vrouw en gastvrouw van het programma Joke Evegau-Treffers maakt ondertussen een maaltijd klaar en praat met de gasten. Tecla Zwart maakt ondertussen reportages vanaf diverse locaties. Op de achtergrond spelen ondertussen allerlei privéperikelen af.

## Rolverdeling
- Arjan Ederveen - Erwin Evegau
- Cecile Heuer - Joke Evegau-Treffers
- Beppie Melissen - Tecla Zwart
- Tjitske Reidinga - backstage assistente